# Fundamental Destiny
Fundamental Destiny – koncertowy jazzowy album Art Ensemble of Chicago nagrany w czerwcu 1991 i wydany w roku 2007 przez firmę AECO.

## Historia i charakter albumu
Cały tytuł płyty to Fundamental Destiny. Art Ensemble of Chicago Live at the Frankfurt, Germany Jazz Festival June 1, 1991 with Don Pullen.
Album został nagrany na festiwalu jazzowym we Frankfurcie. Na ten festiwal, zespół będący normalnie kwintetem, stał się sekstetem, gdyż dokooptował pianistę Dona Pullena.
Don Pullen (1941–1995) – pianista i organista był znany m.in. jako akompaniator Niny Simone. Grał potem  z Charlesem Mingusem, stworzył znaną grupę George Adams/Don Pullen Quartet i dokonał także wielu solowych nagrań.
Jego obecność jako muzyka-gościa w zespole zmieniła typowy styl AEC prezentowany zwykle podczas koncertów. Muzyka stała się mniej anarchistyczna i freejazzowa, a utwory nabrała bardziej konkretnych struktur. Utworem, który zachował najwięcej freejazowych elementów jest "People in Sorrow", zapewne z powodu jego prawie 20-minutowej długości.

## Muzycy
- Lester Bowie – trąbka
- Roscoe Mitchell – instrumenty dęte, instrumenty perkusyjne
- Joseph Jarman – instrumenty dęte, instrumenty perkusyjne
- Malachi Favors Maghostut – kontrabas, instrumenty perkusyjne
- Famoudou Don Moye – "Sun Percussion"
- Don Pullen – fortepian

## Spis utworów
| 1. | People in Sorrow (L.Bowie/M.Favors/J.Jarman/R.Mitchell) | 19:47 |
|    |                                                         |       |
| 2. | Song for Atala (R.Mitchell)                             | 16:48 |
|    |                                                         |       |
| 3. | Fundamental Destiny (J.Jarman)                          | 11:56 |
|    |                                                         |       |
| 4. | Odwalla/The Theme (R.Mitchell)                          | 3:35  |
|    |                                                         |       |
|    |                                                         | 52:06 |
|    |                                                         |       |

## Opis płyty
- Producent – R. Howard Courtney i Famoudou Do Moye (producenci wykonawczy)
- Koordynator produkcji – Kevin Beauchamp
- Data nagrań – 1 czerwca 1991
- Miejsce nagrania – festiwal jazzowy, Frankfurt, Niemcy
- Miksowanie i mastering – Pedro Banha i Paula Banha
- Studio – Banha Studio, Lizbona, Portugalia
- Projekt graficzny – Obie Creed
- Fotografie – M. Wilderman
- Czas – 52:08
- Firma nagraniowa

AECO (2007)
Numer katalogowy – AECO 008